# CEV-Pokal 2022/23 (Männer)
Der CEV-Pokal 2022/23 der Männer begann mit der ersten Runde am 11. Oktober 2022 und endete mit den Finalspielen am 29. März und am 5. April 2023, bei denen sich Pallavolo Modena aus Italien gegen Knack Roeselare aus Belgien im Golden Set durchsetzte.